# O3b (人工衛星)
O3b衛星コンステレーション(英語: O3b Satellite Constellation)は通信と遠隔地からのデータバックホールのために構築された衛星コンステレーション。2013年6月25日に最初の4期の衛星が打ち上げられ、2014年には更に8機が打ち上げられた。20機まで拡大する計画がある。
O3bネットワークが衛星群を保有しており、2014年3月に運用提供を開始した。

## 衛星
衛星は8063kmの赤道上の中軌道に展開されており、当初は時速18,920km程度の速度で一日に地球を5周していた。衛星群は現在軌道上で運用されており、4機ずつ打ち上げられた12基の衛星からなる。最初の4機の衛星の打ち上げのコンポーネント問題から、この4機のうち2機は予備のためのスタンバイ状態に置かれており、合計10機が運用中である。
それぞれの衛星は12基の操作可能なKaバンドアンテナを持ち、このうち2基はゲートウェイ用、10基は遠隔操作用である。帯域は4.3GHz（一基あたり2×216MHz）で、一基あたり1.2ギガビット秒のスループット(方角あたり600メガビット秒)で合計容量は衛星一機あたり12ギガビット秒である。それぞれのアンテナの受信可能範囲はおおよそ直径700kmである。O3bは音声通信の送受信の単方向レイテンシで179ミリ秒のレイテンシ、データ通信の端末相互間の往復レイテンシが238ミリ秒としている。TCP接続あたりの最大スループットは2.1 Mビット/秒。O3bは海事用のソフトウェア向けで、130ミリ秒のラウンドトリップレイテンシと500 Mビット/秒の接続速度としている。
衛星はヒ化ガリウムソーラーアレイとリチウムイオン電池から動力を得ており、重量はそれぞれ700kgである。
衛星はタレスグループのタレス・アレーニア・スペースが製造している。最初の衛星はカンヌ・マンドリュー宇宙センターが製造し、残りの衛星はタレス・アレーニア・スペースのイタリアローマ工場で組み立て、統合、試験などが行われている。

## 註
1. 1 2  “"The journey begins" with a lift from Arianespace: O3b Networks’ first four satellites are in orbit”.  Arianespace (2013年6月25日). 2013年6月27日閲覧。
2. ↑  “SES takes control of O3b, citing synergies between GEO, MEO constellations” (2016年). 2017年2月10日閲覧。
3. ↑  Wood, Lloyd; Lou, Yuxuan; Olusola, Opeoluwa (2014). “Revisiting elliptical satellite orbits to enhance the O3b constellation”. Journal of the British Interplanetary Society 67 (3):  110–118. arXiv:1407.2521.
4. ↑  “iDirect's Interoperability with O3b's MEO Satellite System” (2008年). 2017年2月10日閲覧。
5. ↑  “Two O3b Satellites Taken Out of Service as a Precaution” (2014年). 2017年2月10日閲覧。
6. ↑  “O3b Networks Presentation”. presentation.   O3b Networks (2009年2月23日). 2013年1月9日閲覧。
7. ↑  “O3b website – Our technology”. website.   O3b Networks. 2013年1月9日閲覧。
8. ↑  “Why Latency Matters to Mobile Backhaul”.   O3b Networks and Sofrecom (2013年4月18日). 2017年2月10日閲覧。